# День працівника податкової та митної справи України
Де́нь працівника́ податко́вої та ми́тної спра́ви Украї́ни — професійне свято в Україні, яке відзначалося щороку 18 березня у 2014—2020 роках.
Свято встановлено указом Президента України В. Ф. Януковича від 11 жовтня 2013 року ураховуючи значну роль органів доходів і зборів у забезпеченні єдності та цілісності податкової і митної політики держави, на підтримку ініціативи Міністерства доходів і зборів України.
Нове свято встановлене на заміну Дня митної служби України (25 червня) та Дня працівника державної податкової служби України (2 липня).
Скасоване 25 червня 2020 р. у зв'язку зі встановленням Дня податківця України та Дня митника України